# Puchar Świata w narciarstwie alpejskim 2003/2004
Sezon 2003/2004 Pucharu Świata w narciarstwie alpejskim rozpoczął się 25 października 2003 we austriackim Sölden, a zakończył 14 marca 2004 we włoskiej miejscowości Sestriere. Była to 38. edycja pucharowej rywalizacji. Rozegrano 35 konkurencji dla kobiet (9 zjazdów, 8 slalomów gigantów, 8 supergigantów i 10 slalomów specjalnych) i 39 konkurencji dla mężczyzn (12 zjazdów, 7 slalomów gigantów, 7 supergigantów, 11 slalomów specjalnych oraz 2 kombinacje).
Puchar Narodów (łącznie) zdobyła reprezentacja Austrii, wyprzedzając Włochy i USA.

## Puchar Świata w narciarstwie alpejskim kobiet
Wśród kobiet najlepszą zawodniczką okazała się Szwedka Anja Pärson, która zdobyła 1561 punktów, wyprzedzając Austriaczkę Renate Götschl i Niemkę Marię Riesch.
W poszczególnych klasyfikacjach tryumfowały:
- Renate Götschl – zjazd
- Anja Pärson – slalom
- Anja Pärson – slalom gigant
- Renate Götschl – supergigant

## Puchar Świata w narciarstwie alpejskim mężczyzn
Wśród mężczyzn najlepszym zawodnikiem okazał się Austriak Hermann Maier, który zdobył 1265 punktów, wyprzedzając swoich rodaków Stephana Eberhartera i Benjamina Raicha.
W poszczególnych klasyfikacjach tryumfowali:
- Stephan Eberharter – zjazd
- Rainer Schönfelder – slalom
- Bode Miller – slalom gigant
- Hermann Maier – supergigant
- Bode Miller – kombinacja

## Puchar Narodów (kobiety + mężczyźni)
- 1.  Austria – 17027 pkt
- 2.  Włochy – 4974 pkt
- 3.  Stany Zjednoczone – 4914 pkt
- 4.  Szwajcaria – 4844 pkt
- 5.  Niemcy – 4056 pkt